# Becsey Zsolt
Becsey Zsolt  (Szeged, 1964. január 12. –) közgazdász, politikus, 2010–2011-ben a Nemzetgazdasági Minisztérium külgazdaságért felelős államtitkára.

## Pályafutása

### Tanulmányai
Diplomáját 1988-ban a Marx Károly Közgazdaságtudományi Egyetemen szerezte nemzetközi kapcsolatok szakon. PhD fokozatot a Budapesti Közgazdaságtudományi és Államigazgatási Egyetemen 2003-ban szerzett. Angolul, franciául, spanyolul és németül beszél.

### Szakmai pályafutása
Az egyetem befejeztével a Külügyminisztériumban kezdett el dolgozni az európai integráció területén; 1988-tól 1991-ig az Európa Tanács ügyeinek referenseként dolgozott. 1991-től 1995-ig Brüsszelben az EK melletti magyar képviselet titkára, 1995-től 1996-ig pedig az Ipari és Kereskedelmi Minisztérium Európai Ügyek Hivatalának főtanácsadója volt. 1999-től 2003-ig rendkívüli követként és meghatalmazott miniszterként Brüsszelben az EU melletti magyar misszió helyettes vezetője, a Magyar-EU Társulási Tanács titkára volt.

### Politikai pályafutása
2001-től 2003-ig a magyar kormány képviselőjeként vett részt az EU Tanács Politikai és Biztonságpolitikai Bizottságának kibővített ülésein. 2003. április-július között a magyar kormány aktív megfigyelője volt az Állandó Képviselők Bizottságában. 2004-től 2009-ig az Európai Parlament magyarországi képviselője a Néppárti frakcióban, a kis- és középvállalkozásokkal foglalkozó munkacsoport elnöke.
Az Európai Parlamentben kiemelkedően sokat foglalkozott a vajdasági magyarok ügyével, az itt élő magyarok aláírásokat is gyűjtöttek annak érdekében, hogy a Fidesz 2009-ben is elindítsa a képviselő-választáson, azonban a párt ezt nem akarta.
2010 júniusától 2011 augusztusáig a Nemzetgazdasági Minisztérium külgazdasági államtitkára.

## Családja
Nős, három gyermek édesapja.